# David Omiti Makori
David Omiti Makori (* 6. November 1973 in Kisii) ist ein kenianischer Langstreckenläufer, der sich auf Straßenläufe spezialisiert hat. 
2000 und 2001 gewann er sowohl den Portugal-Halbmarathon wie auch das Rennen Marseille – Cassis und stellte beim Venedig-Marathon den aktuellen Streckenrekord von 2:08:49 h auf, der gleichzeitig seine persönliche Bestzeit ist. 2006 verpasste er um eine Sekunde den Sieg bei der Maratona d’Italia.
Makori ist 1,78 m groß und wiegt 63 kg. Er wurde von Renato Canova trainiert und vom italienischen Manager Gianni Demadonna betreut.